# Walter Grotrian

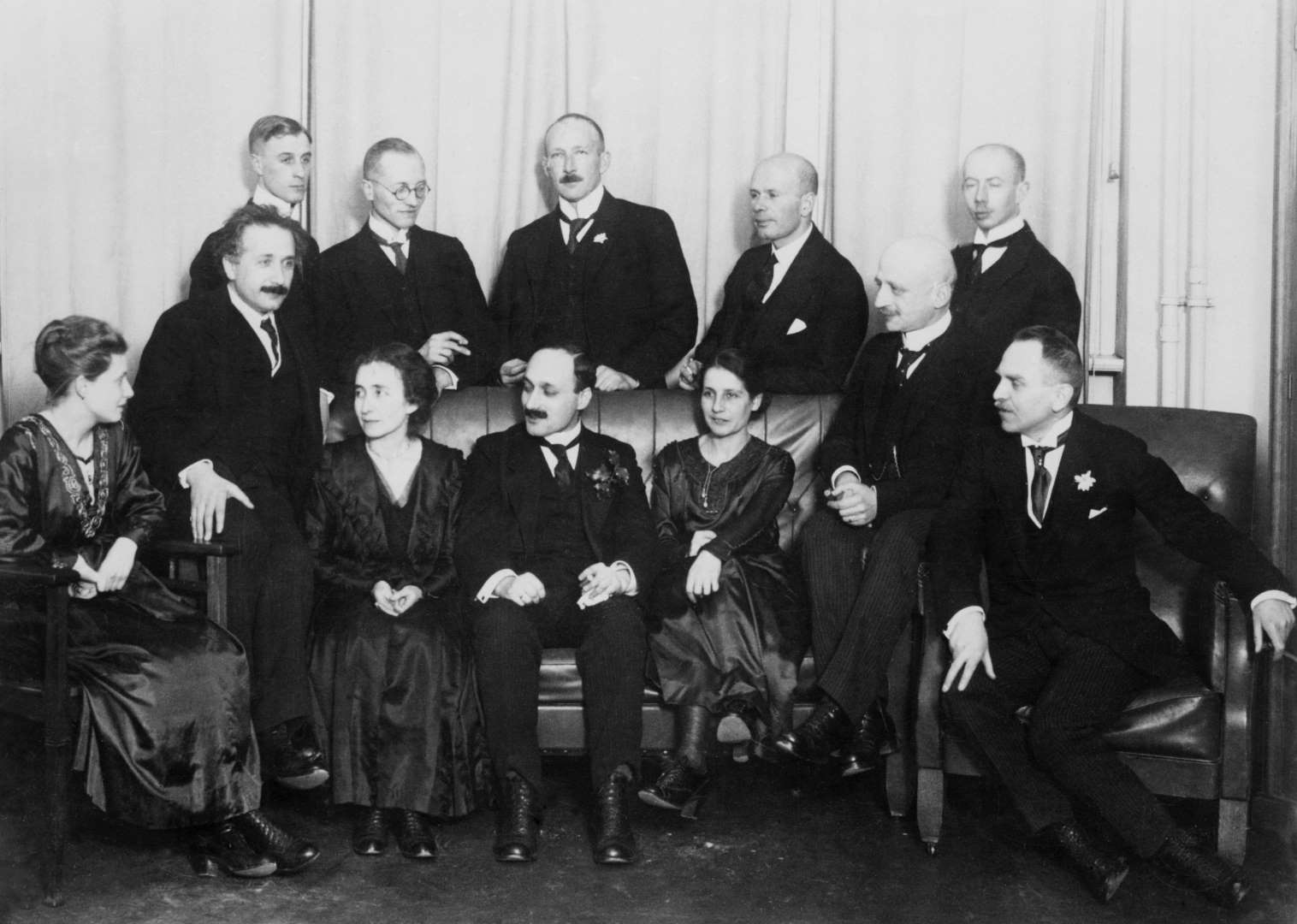
Berliner Physiker und Chemiker 1920. Stehend v.l.n.r: Walter Grotrian, Wilhelm Westphal, Otto von Baeyer, Peter Pringsheim, Gustav Hertz. Sitzend v.l.n.r: Hertha Sponer, Albert Einstein, Ingrid und James Franck, Lise Meitner, Fritz Haber, Otto Hahn.

Walter Robert Wilhelm Grotrian (* 21. April 1890 in Aachen; † 3. März 1954 in Potsdam) war ein deutscher Astronom und Astrophysiker.

## Leben
Grotrian war erst Privat-Dozent an der Universität Potsdam; 1921 habilitierte er sich dort. 1922 wurde er zum Observator am Potsdamer Astrophysikalischen Observatorium (Einstein-Institut) ernannt und gehörte fortan der Universität Berlin an. Im Dritten Reich wurde er 1941 Geschäftsführer der Deutschen Physikalischen Gesellschaft. Im Zweiten Weltkrieg diente er als Major in der Wehrmacht. Mit 
Peter Wellmann (1913–1999), Johannes Plendl und Karl-Otto Kiepenheuer arbeitete er zusammen bei der Erstellung eines europäischen Netzes von Stationen zur Erfassung der veränderlichen Strahlungen der Sonne. Die von ihm geführte Funknachrichten-Kompanie stellte neben dem Personal der Ionosphären-Stationen auch das Personal für diese Stationen.
1940 war er in diesem Zusammenhang im offiziellen Auftrag (er war damals bei der Luftwaffe) im besetzten Norwegen, um Kontakte zu norwegischen Physikern aufzubauen, insbesondere zum Observatorium in Tromsø (zwecks Ionosphärenbeobachtung, die die Deutschen schließlich dort unabhängig durchführten), wobei er auch Svein Rosseland in Oslo besuchte. Das ist später mit der Rolle Heisenbergs 1941 in Kopenhagen bei Niels Bohr verglichen worden und war ein Konfliktpunkt im Briefwechsel mit Lise Meitner, mit der er nach dem Krieg 1947 die alte Freundschaft erneuern wollte.

## Werk
Grotrian beschäftigte sich vor allem mit der Spektroskopie und ihrer Anwendung zur Erklärung astrophysikalischer Phänomene. Sein wichtigstes Werk ist das 1928 erschienene „Graphische Darstellung der Spektren von Atomen und Molekülen mit 1, 2 und 3 Valenzelektronen“, mit dem er die heutige Darstellung von Termschemata als Grotrian-Diagramme begründete. Eine zweite wichtige Entdeckung gelang ihm mithilfe von Daten, die er 1929 auf einer Expedition nach Sumatra unter Erwin Freundlich gewonnen hatte, nämlich eine korrekte physikalische Erklärung des Spektrums der Sonnenkorona und damit eine Schätzung ihrer Temperatur auf über eine Million Grad Celsius. Auch entdeckte er Staubwolken als Erklärung des Zodiakallichts. 
Der Mond-Krater Grotrian sowie eine Straße in Potsdam sind nach ihm benannt.